# Лангведель (Гольштейн)
Лангведель (нем. Langwedel) — община в Германии, в земле Шлезвиг-Гольштейн.
Входит в состав района Рендсбург-Экернфёрде. Подчиняется управлению Норторфер Ланд. Население составляет 1403 человека (на 31 декабря 2010 года). Занимает площадь 24,22 км².